# بنگال غربی
بنگال غربی (به زبان بنگالی: পশ্চিমবঙ্গ؛ تلفظ: پُشچیمبُنگُ) یکی از ایالات شمال‌شرقی کشور هند است مرکز این ایالت شهر کلکته است.
ایالت بنگال غربی با کشور بنگلادش هم‌مرز است و این ایالت به‌همراه بنگلادش، منطقهٔ قومی-زبانی بنگال را تشکیل می‌دهند.
بنگال غربی با جمعیتی نزدیک به صد میلیون نفر، از پرتراکم‌ترین ایالت‌های هند به‌شمار می‌آید. این ایالت از شمال تا جنوب، از هیمالیا تا خلیج بنگال گسترده شده و از نظر جغرافیایی و فرهنگی منطقه‌ای متنوع و مهم به‌شمار می‌رود. مرکز آن کلکته است که از مهم‌ترین کلان‌شهرهای هند محسوب می‌شود. بنگال غربی با کشورهای بنگلادش، نپال و بوتان هم‌مرز است و با چند ایالت دیگر هند نیز مرز مشترک دارد.
بنگال منطقه‌ای با پیشینه‌ای کهن است و در دوران‌های مختلف، حکومت‌هایی مانند موریا، گوپتا، پالا و سنا در آن حکم‌رانی می‌کردند. از قرن دوازدهم میلادی، اسلام به‌تدریج در منطقه گسترش یافت و سلطان‌نشین بنگال شکل گرفت. در دوران استعمار، بنگال یکی از نخستین مناطقی بود که به‌دست کمپانی هند شرقی افتاد و به کانون اصلی قدرت بریتانیا در جنوب آسیا بدل شد. با استقلال هند در سال ۱۹۴۷، بنگال به دو بخش شرقی و غربی تقسیم شد. بخش غربی آن که عمدتاً هندو‌نشین بود، در قلمرو هند باقی ماند و به‌صورت ایالت بنگال غربی در ساختار جمهوری هند گنجانده شد.
از نظر جغرافیایی، بنگال غربی شامل چشم‌اندازهای متنوعی است؛ از کوهستان‌های دارجلینگ در شمال گرفته تا دلتای گنگ و جنگل‌های حرای ساندربانس در جنوب. بلندترین نقطهٔ این ایالت، قلهٔ سندکفو با ارتفاع ۳۶۳۶ متر در منطقهٔ دارجلینگ قرار دارد. آب‌وهوای این منطقه نیز بسیار متنوع است و از اقلیم نیمه‌گرم‌مرطوب در شمال تا آب‌وهوای گرمسیری در جنوب را دربرمی‌گیرد. ایالت شش فصل مشخص دارد و به‌دلیل قرارگیری در مسیر طوفان‌ها، مستعد سیلاب و توفند است.
اقتصاد بنگال غربی یکی از بزرگ‌ترین اقتصادهای ایالتی در هند است و ترکیبی از بخش‌های کشاورزی، صنعت و خدمات را در بر دارد. این ایالت در تولید محصولاتی چون برنج، سیب‌زمینی، چای، ماهی، کنف و فرآورده‌های باغی، جایگاه مهمی دارد. صنایع اصلی آن شامل زغال‌سنگ، فولاد، چرم، فناوری اطلاعات و نساجی است. همچنین بنگال غربی یکی از صادرکنندگان عمدهٔ چای دارجلینگ، محصولات مهندسی، چرم و فرآورده‌های دریایی است.
در حوزهٔ فرهنگ، بنگال غربی نقش بسیار برجسته‌ای در تاریخ فرهنگی هند ایفا کرده است. کلکته به‌عنوان پایتخت فرهنگی هند شناخته می‌شود و سنت‌های اجتماعی نظیر «پارا» (محله‌های محلی با ارتباط اجتماعی فعال) و جلسات گفت‌وگو و بحث فرهنگی معروف به «ادا» بخشی از زیست فرهنگی این منطقه‌اند. در حوزهٔ موسیقی، گونه‌هایی مانند رابندرسانگه‌ت و نازُل‌گِرِتی در کنار موسیقی فولکلور چون باول، گمبه‌را، چاو و لاثی رایج‌اند. رقص سنتی «چاو» نیز از میراث برجستهٔ بنگال است. جشن‌های آیینی مانند دورگا پوجا، کالی پوجا، دیوالی و ساراسواتی پوجا با شکوه برگزار می‌شوند. همچنین نمایشگاه کتاب کلکته و جشنواره بین‌المللی فیلم کلکته از رویدادهای فرهنگی برجستهٔ هند به‌شمار می‌آیند. صنعت سینمای بنگالی نیز با عنوان «تولیوود» در منطقهٔ تولیگنج کلکته فعال است.
بنگال غربی از نظر گردشگری نیز یکی از ایالت‌های جذاب هند است. مناطق گردشگری متعددی همچون تپه‌های دارجلینگ، پارک ملی ساندربانس (که زیستگاه ببر بنگال است)، معابد تراکوتا در بیشن‌پور، کاخ هزار در در مورشدآباد و باغ گیاه‌شناسی هند در کلکته در این ایالت قرار دارند.
در زمینهٔ سیاسی، این ایالت دارای نظام دموکراسی پارلمانی است و نخست‌وزیر ایالتی در رأس دولت قرار دارد. فرماندار از سوی رئیس‌جمهور هند منصوب می‌شود. مجلس قانون‌گذاری بنگال غربی یک‌مجلسی است. در گذشته، حزب کمونیست هند (مارکسیست) برای چند دهه قدرت را در دست داشت، اما از سال ۲۰۱۱ تاکنون، حزب کنگره ترینامول به رهبری ماماتا بانرجی ادارهٔ امور را بر عهده دارد.

## تاریخچه
بازمانده‌های تمدن در ناحیه بنگال بزرگ به ۴ هزار سال قبل، یعنی زمان سکونت اقوام دراویدی، تبتی-برمه‌ای و آستروآسیایی برمی‌گردد.
ریشهٔ واژهٔ بنگال به درستی روشن نیست ولی آن را مشتقی از اسم قبیله دراویدی‌زبان «بنگ» دانسته‌اند. این ایل ۱۰۰۰ سال قبل از میلاد در این ناحیه سکنا گزیده بود.
بعد از ورود مردمان شمال به این ناحیه، در سدهٔ ۷ ب.م. پادشاهی ماگادا شکل گرفت که مناطق بیهار و بنگال را دربرمی‌گرفت.
تاریخ آغازین منطقهٔ بنگال با پیاپی حکومت‌کردن امپراتوری‌های گوناگون هند، درگیری‌های داخلی و رقابت میان هندوئیسم و بودیسم برای سلطه همراه بود. بنگال کهن محل استقرار چندین جاناپادای مهم بود و کهن‌ترین شهرهای آن به دوره ودایی بازمی‌گردند. این منطقه بخشی از چندین امپراتوری فرامنطقه‌ای باستانی هند همچون وانگا، امپراتوری مائوریا و امپراتوری گوپتا بود. دژ گئودَه نیز به‌عنوان پایتخت حکومت‌های پادشاهی گئودَه، امپراتوری پالا و امپراتوری سنا شناخته می‌شد.
اسلام ابتدا از راه روابط تجاری با خلافت عباسی وارد منطقه شد، اما پس از یورش‌های غوریان به رهبری بختیار خلجی و برپایی سلطنت دهلی، اسلام به‌سرعت در سراسر بنگال گسترش یافت. در دوران سلطنت بنگال، این سرزمین به یکی از قدرت‌های بزرگ بازرگانی جهان تبدیل شد و اروپاییان اغلب از آن به‌عنوان «ثروتمندترین کشور برای دادوستد» یاد می‌کردند. در سال ۱۵۷۶، بنگال در قلمرو مغولان هند ادغام شد، هرچند برخی بخش‌های آن همچنان تحت کنترل حکومت‌های هندو و زمین‌داران باروبویان باقی ماندند، و برای مدتی کوتاه نیز به‌دست امپراتوری سوری افتاد.
پس از مرگ اورنگ‌زیب در اوایل سدهٔ ۱۸ میلادی، بنگال مغولی که به مرحله‌ای از پیش‌صنعتی‌شدن رسیده بود، به دولتی نیمه‌مستقل در دست نواب‌های بنگال تبدیل شد و نشانه‌هایی از شکل‌گیری نخستین انقلاب صنعتی در آن دیده شد. پس از نبرد بوکسار در ۱۷۶۴، کمپانی هند شرقی بریتانیا بنگال را ضمیمهٔ قلمرو خود کرد و ریاست‌جمهوری بنگال شکل گرفت.
از سال ۱۷۷۲ تا ۱۹۱۱، کلکته پایتخت قلمروهای کمپانی هند شرقی بود و پس از آن، با تأسیس نایب‌السلطنه‌گری هند، به پایتخت تمام هند بریتانیایی تبدیل شد. در فاصلهٔ ۱۹۱۲ تا استقلال هند در سال ۱۹۴۷، کلکته پایتخت استان بنگال باقی ماند.
منطقهٔ بنگال در دوران جنبش استقلال هند یکی از کانون‌های اصلی فعالیت سیاسی و فرهنگی بود و همچنان یکی از مراکز مهم ادبی و فکری هند به‌شمار می‌رود. در پی بروز خشونت‌های فرقه‌ای در روز اقدام مستقیم، شورای قانون‌گذاری بنگال و مجلس قانون‌گذاری بنگال در سال ۱۹۴۷ به تقسیم بنگال (۱۹۴۷) بر پایهٔ دین رأی دادند. بر این اساس، دو قلمرو مستقل شکل گرفت: بنگال غربی، ایالتی با اکثریت هندو در هند، و بنگال شرقی، استانی با اکثریت مسلمان که جزئی از پاکستان شد و بعدها به بنگلادش مستقل تبدیل گشت.
در سال‌های پس از ۱۹۴۷، پناهندگان هندو از بنگال شرقی به بنگال غربی مهاجرت کردند و این موج مهاجرت، چشم‌انداز اجتماعی و سیاست منطقه را دگرگون کرد. پیوند طولانی‌مدت با دولت استعماری بریتانیا موجب گسترش آموزش غربی و در پی آن، شکوفایی در زمینه‌های علمی، نهادهای آموزشی و اصلاحات اجتماعی شد که در نهایت به رنسانس بنگالی انجامید.

## جغرافیا
در شمال شرقی این ایالت، ایالت‌های آسام و سیکیم و کشور بوتان قرار دارد و در جنوب غربی آن، ایالت اریسا. بنگال غربی همچنین از سوی باختر با ایالت‌های جارکند و بیهار و از سوی شمال غربی با نپال هم‌مرز است.

## اقتصاد
در دوران پس از استقلال هند، بنگال غربی به‌عنوان یک ایالت رفاه‌گرا بر پایهٔ تولیدات کشاورزی و صنایع کوچک و متوسط توسعه یافت. میراث فرهنگی آن، افزون بر سنت‌های فولکلور، شامل آثار برجسته‌ای در ادبیات (همچون رابندرانات تاگور)، موسیقی، سینما و هنر است. از سال ۱۹۷۷ و آغاز حکومت کمونیستی در ایالت، دوره‌ای از خشونت سیاسی و رکود اقتصادی پدید آمد، که چندین دهه به طول انجامید و سپس فرونشست.
در سال‌های ۲۰۲۳–۲۰۲۴، بنگال غربی با تولید ناخالص ایالتی ۱۷٫۱۹ تریلیون روپیه، ششمین اقتصاد بزرگ ایالتی در هند بود، اگرچه از نظر درآمد سرانه در رتبهٔ بیستم قرار دارد. باوجود رشد سریع اقتصادی، جذب سرمایه‌گذاری خارجی در این ایالت با موانعی مانند سیاست‌های سخت‌گیرانهٔ مالکیت زمین، ضعف زیرساخت و کاغذبازی اداری روبه‌رو است. همچنین رتبهٔ ایالت در شاخص توسعه انسانی پایین‌تر از میانگین کشوری است. با این حال، سهم بدهی ایالتی از تولید ناخالص داخلی از ۴۰٫۶۵٪ در سال ۲۰۱۱ به ۳۷٫۶۷٪ کاهش یافته‌است.
ایالت دارای سه میراث جهانی ثبت‌شده در یونسکو است و از نظر جذب گردشگر، هشتمین ایالت هند به‌شمار می‌رود و در ردهٔ سوم پر بازدیدترین ایالت‌های کشور برای گردشگران داخلی قرار دارد.